# Jan Ignác Angermayr
Jan Ignác Angermayr (30. dubna 1701, Bílina – 23. února 1732, Vídeň) byl houslista a hudební skladatel narozený v Čechách a působící převážně ve Vídni.
Jan Ignác Angermayr byl jedním z četných hudebníků narozených v Čechách, kteří si získali uznání mimo hranice svého rodiště. Jeho původní jméno bylo patrně Angel Meyer. Z Čech odešel do Vídně a hudební vzdělání získal zde a při následujícím pobytu v Miláně. V roce 1721 se vrátil do Vídně a stal se houslistou vídeňské dvorní kapely.
Jeho tvorba zahrnuje převážně houslové skladby, instrumentální koncerty a orchestrální suity komponované pro potřeby dvorní kapely.
Některé jeho skladby jsou dochovány v Národní knihovně ve Vídni. V křižovnickém inventáři z let 1737 až 1738 je uvedena čtyřhlasá skladba Dixit a Magnificat s tubami.